# Alfdorf
Alfdorf – miejscowość i gmina w Niemczech, w kraju związkowym Badenia-Wirtembergia, w rejencji Stuttgart, w regionie Stuttgart, w powiecie Rems-Murr. Leży nad rzeką Lein, ok. 30 km na wschód od Waiblingen, w Lesie Szwabsko-Frankońskim.

## Dzielnice
Alfdorf, Pfahlbronn i Vordersteinenberg